# Jean-Marc Beaud
Jean-Marc Beaud (19 de enero de 1970) es un deportista francés que compitió en tiro con arco, en la modalidad de arco compuesto.
Ganó dos medallas en el Campeonato Europeo de Tiro con Arco al Aire Libre, en los años 2002 y 2004, y cuatro medallas en el Campeonato Europeo de Tiro con Arco en Sala entre los años 2000 y 2006.

## Palmarés internacional
| Campeonato Europeo al Aire Libre | Campeonato Europeo al Aire Libre | Campeonato Europeo al Aire Libre | Campeonato Europeo al Aire Libre |
| Año                              | Lugar                            | Medalla                          | Prueba                           |
| -------------------------------- | -------------------------------- | -------------------------------- | -------------------------------- |
| 2002                             | Oulu (Finlandia)                 | Medalla de bronce                | Equipo                           |
| 2004                             | Bruselas (Bélgica)               | Medalla de oro                   | Equipo                           |
| Campeonato Europeo en Sala       |                                  |                                  |                                  |
| Año                              | Lugar                            | Medalla                          | Prueba                           |
| 2000                             | Spała (Polonia)                  | Medalla de oro                   | Individual                       |
| 2004                             | Sassari (Italia)                 | Medalla de plata                 | Equipo                           |
| 2006                             | Jaén (España)                    | Medalla de oro                   | Individual                       |
| 2006                             | Jaén (España)                    | Medalla de bronce                | Equipo                           |